# الرباعية الأندلسية (سلسلة تلفزيونية)

الرباعية الأندلسية أو رباعية الأندلس هي سلسلة تلفزيونية تاريخية سورية من إخراج حاتم علي وكتابة وتأليف وسيناريو وحوار وليد سيف، وتحكي قصة الأندلس منذ فتحها إلى سقوطها، بُنيت السلسلة على أساس أربعة أجزاء، أُنتج ثلاثة منها ولم يُفرج عن الجزء الرابع إلى اليوم لأسباب مجهولة. أول جزء هو مسلسل صقر قريش وتم إنتاجه في العام 2002، ويحكي سيرة عبد الرحمن الداخل منذ ولادته مروراً بسقوط الدولة الأموية وقيام الدولة العباسية على أنقاضها، وفراره إلى الأندلس ليحيي الدولة الأموية مرة أخرى هناك، أكتفى المسلسل بلمحة بسيطة عن فتح الأندلس وعهد الولاة فيها بإشارة سريعة. الجزء الثاني هو ربيع قرطبة وتم إنتاجه في عام 2003، ويحكي سيرة الحاجب المنصور محمد بن أبي عامر وطموحه من رجل فقير بين العامة إلى حاجب الخليفة وحاكم الأندلس فعلياً، أكتفى المسلسل بلمحة عن عصر ما بعد صقر قريش في أولى حلقاته، كذلك أشار إلى عهد عبد الرحمن الناصر مختصراً في خمس حلقات، وفي الحلقة الأخيرة أشار إلى عصر ما بعد الحاجب المنصور، وتم التصريح إلى قيام ممالك الطوائف. الجزء الثالث هو ملوك الطوائف وتم إنتاجه في عام 2005، ويروي قصة عصر ملوك الطوائف في الأندلس مركّز الأحداث على المعتمد بن عباد كشخصية رئيسية، كذلك يركز على قصة دولة المرابطين وسيرة يوسف بن تاشفين.
كان من المقرر إنتاج الجزء الرابع في عام 2007 بعنوان سقوط غرناطة حيث سيتحدث عن مملكة بني الأحمر في غرناطة وسقوطها الذي أرتبط بسقوط الأندلس نهائياً إلى الأبد، إلا أنه تم تأجيله لأسباب مجهولة زعم البعض أنه لعدم جاهزية النص، بينما صرَّح المخرج حاتم علي أن التأجيل كان بسبب عدم وجود جهة منتجة تنتج العمل، وأن المسلسل مكتوب ونصُّه جاهز، قد أنتهى وليد سيف من كتابته منذ سنوات، إلا أن مشكلة عدم توفر شركة الإنتاج هي التي عطلت المسلسل.
أعتبر كثير من النقَّاد السينمائيين العرب أن رباعية الأندلس السلسلة الأضخم فكرياً وتاريخياً وأدبياً في تاريخ الدراما والسينما العربية بالمجمل.